# Saltsjöbaden centrum

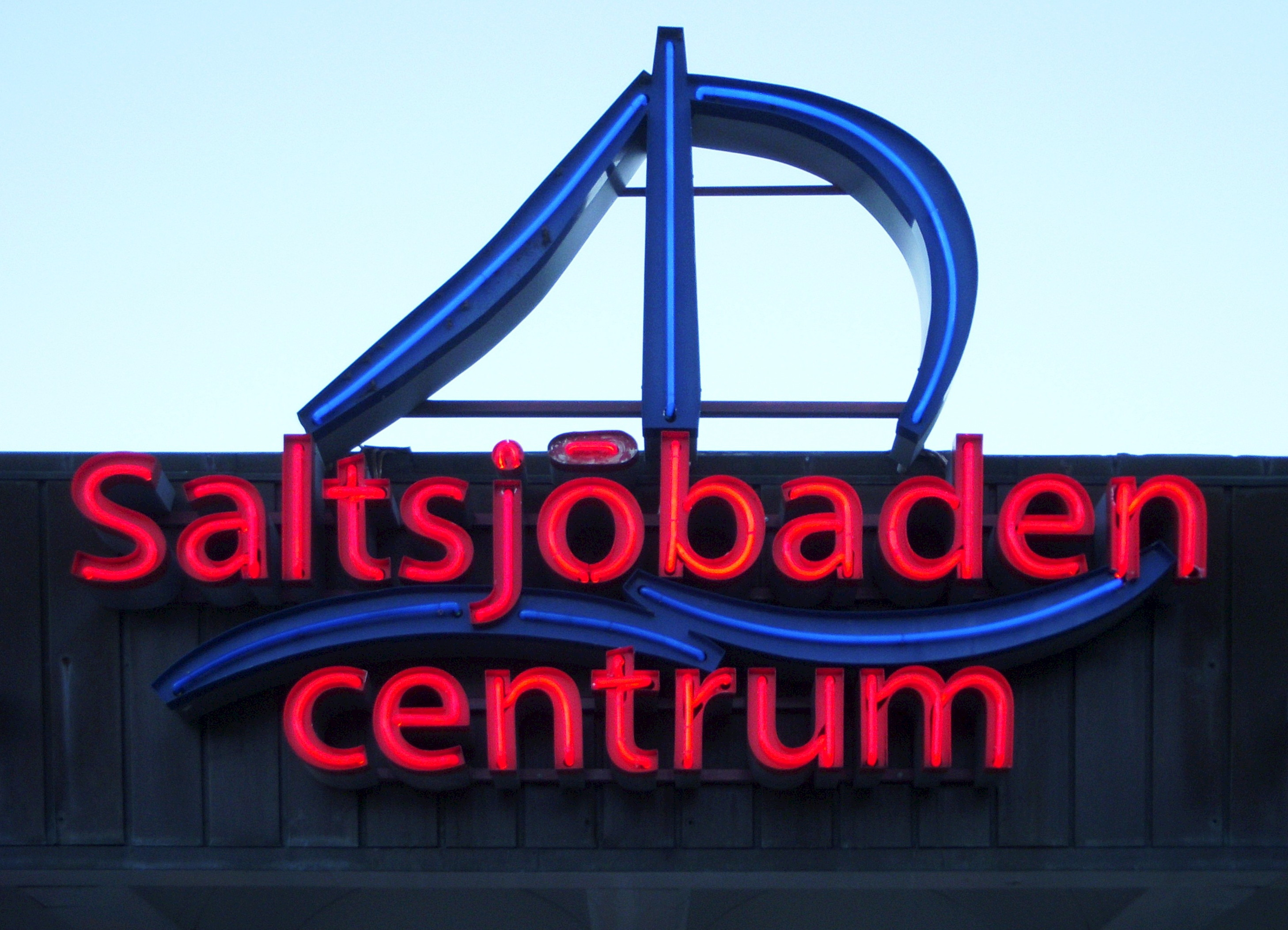
"Saltsjöbaden centrum", 2015.

Saltsjöbaden centrum (tidigare Tippens centrum) är ett köpcentrum beläget vid Saltsjö torg i kommundelen Saltsjöbaden/Fisksätra i Nacka kommun. Anläggningen byggdes 1968-69 efter ritningar av arkitekt Karl-Axel Bladh.

## Historik

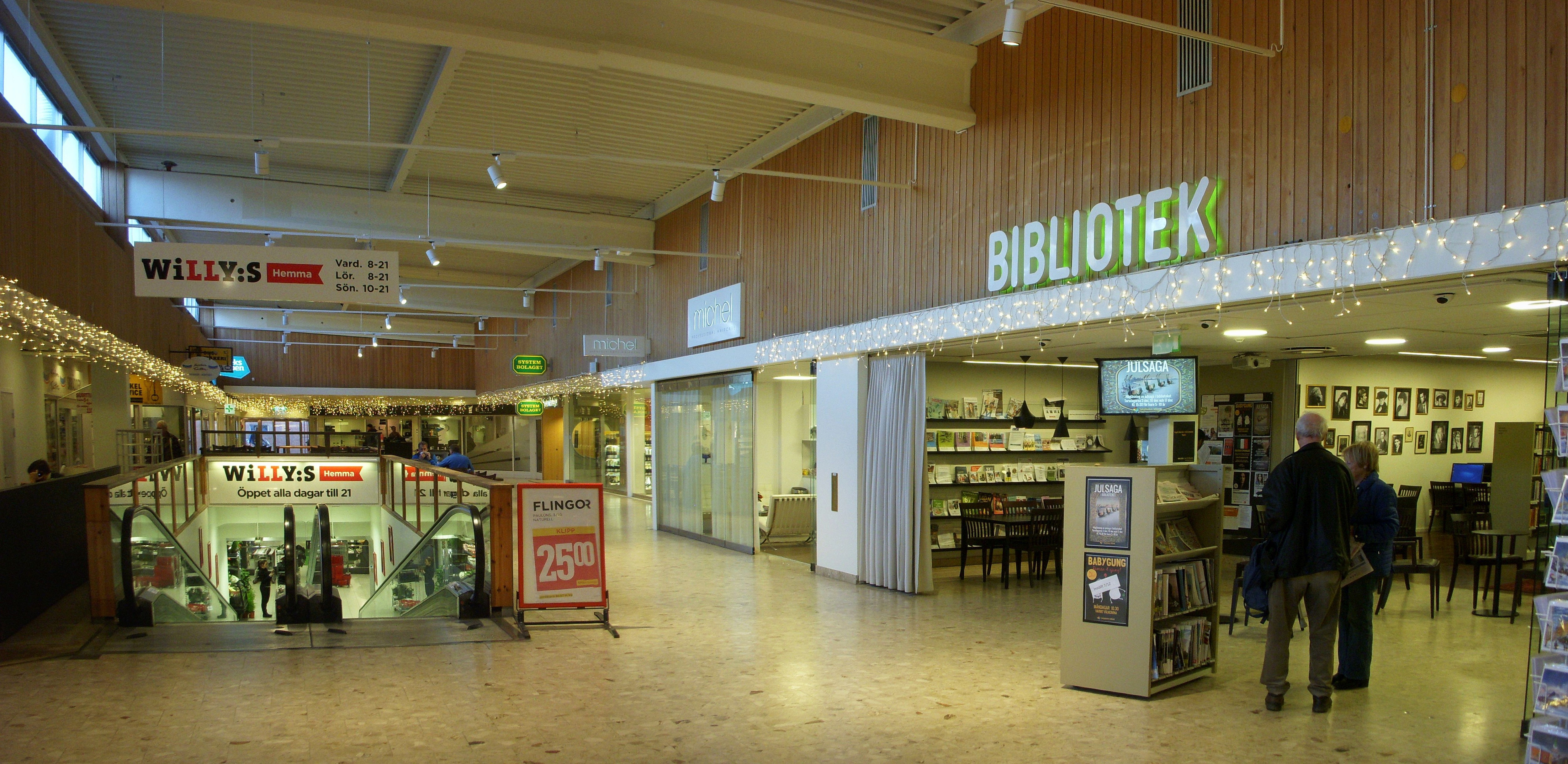
Interiör, december 2015.

Ett mindre handelscentrum för Saltsjöbaden fanns ursprungligen i Neglinge, där ”Handelshuset” fortfarande stå kvar. Men så småningom  blev affärer och olika servicelokaler utspridda över hela samhället varför ledningen för Saltsjöbadens köping på 1960-talet tog initiativ till att skapa ett inomhuscentrum. Som plats för den nya anläggningen valdes en nerlagd soptipp och kallades ”Tippens centrum”. Namnet tillkom efter en läsaromröstning i Nacka Värmdö Posten. Tippens centrum ägdes av ett aktiebolag bildat av köpmän i Saltsjöbaden, Metrobutikerna AB och Systembolaget, som ville samlas under "samma tak".
År 2006 ändrades namnet till Saltsjöbaden centrum. Idag finns här på två plan det vanliga utbudet av service och butiker med bland annat livsmedelsaffär, apotek, bank, folktandvård, vårdcentral, bokhandel, restauranger och Systembolaget samt Saltsjöbadens bibliotek. Intill ligger Saltsjöbanans station som fortfarande heter Tippen. I ramen för Nackas översiktsplan ”Hållbar framtid i Nacka” finns planer på att utveckla Saltsjöbadens centrum ”till en attraktiv och levande miljö med en blandning av bostäder, arbetsplatser och service”.